# ۱۴۰۶ (قمری)
۱۴۰۶ (قمری)، هزار و چهارصد و ششمین سال در گاهشماری هجری قمری است. اول محرم این سال برابر با شانزدهم سپتامبر سال ۱۹۸۵ میلادی است.